# Gmina Rudnik (Slezské vojvodství)
Gmina Rudnik je vesnická gmina, která se nachází přibližně severo až severozápadně od Ratiboře a západně od řeky Odry. Nachází se v Ratibořské kotlině a Opavské pahorkatině (Płaskowyż Głubczycki) v okrese Ratiboř (Racibórz) ve Slezském vojvodství v jižním Polsku. Hraničí s okresem Kandřín-Kozlí (Opolské vojvodství). Správním střediskem je Rudnik.

## Historie
Z archeologického výzkumu vyplývá nejstarší doložené osídlení gminy z 9. až 8. století před Kristem (hradiště z doby bronzové a železné u vesnice Łubowice). V oblasti se nachází poměrně vélké množství ruin zámků a paláců.

## Galerie

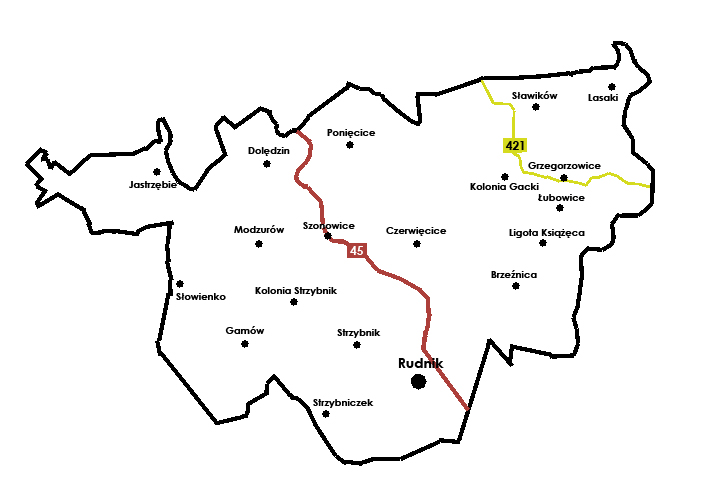
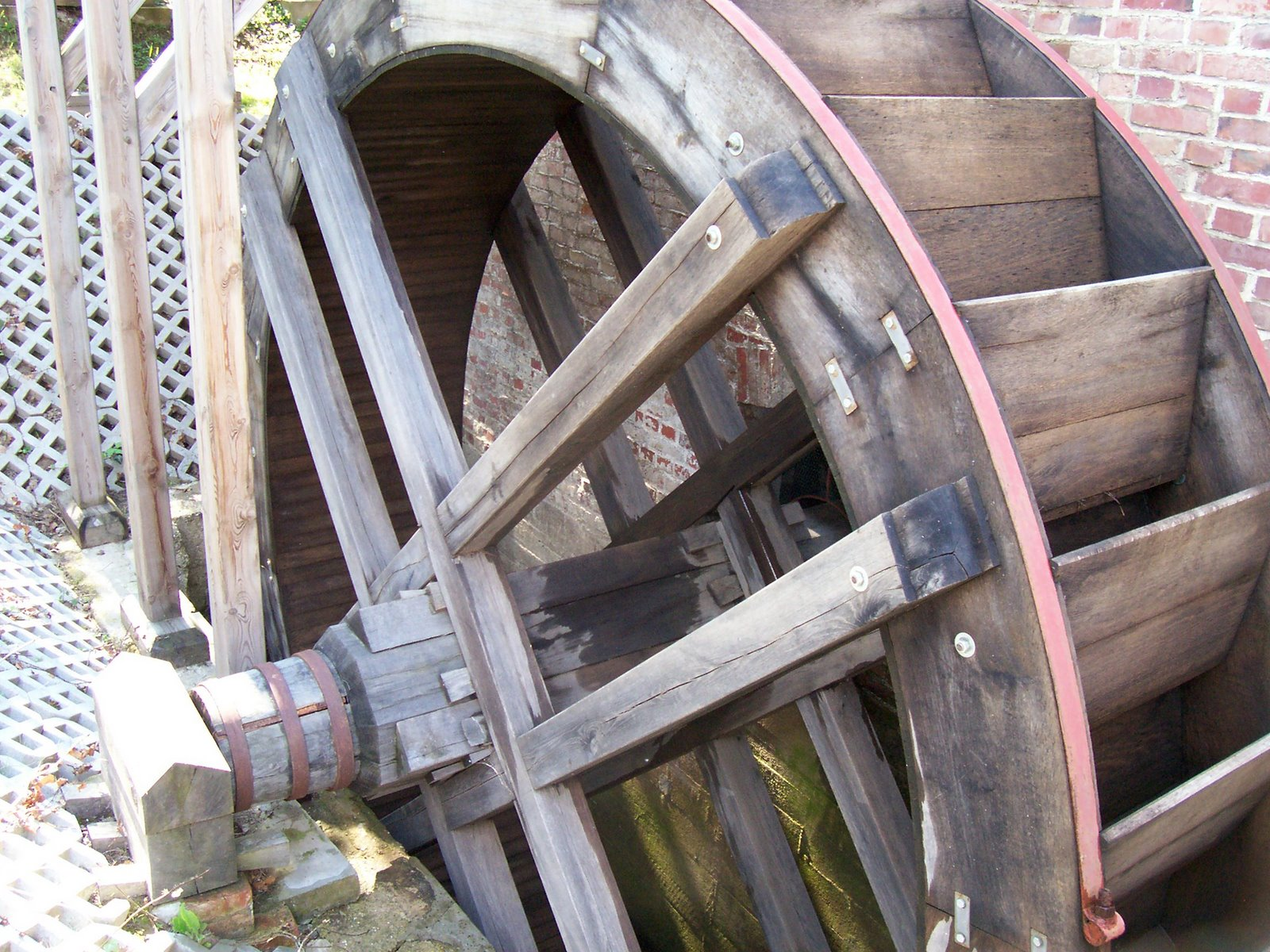
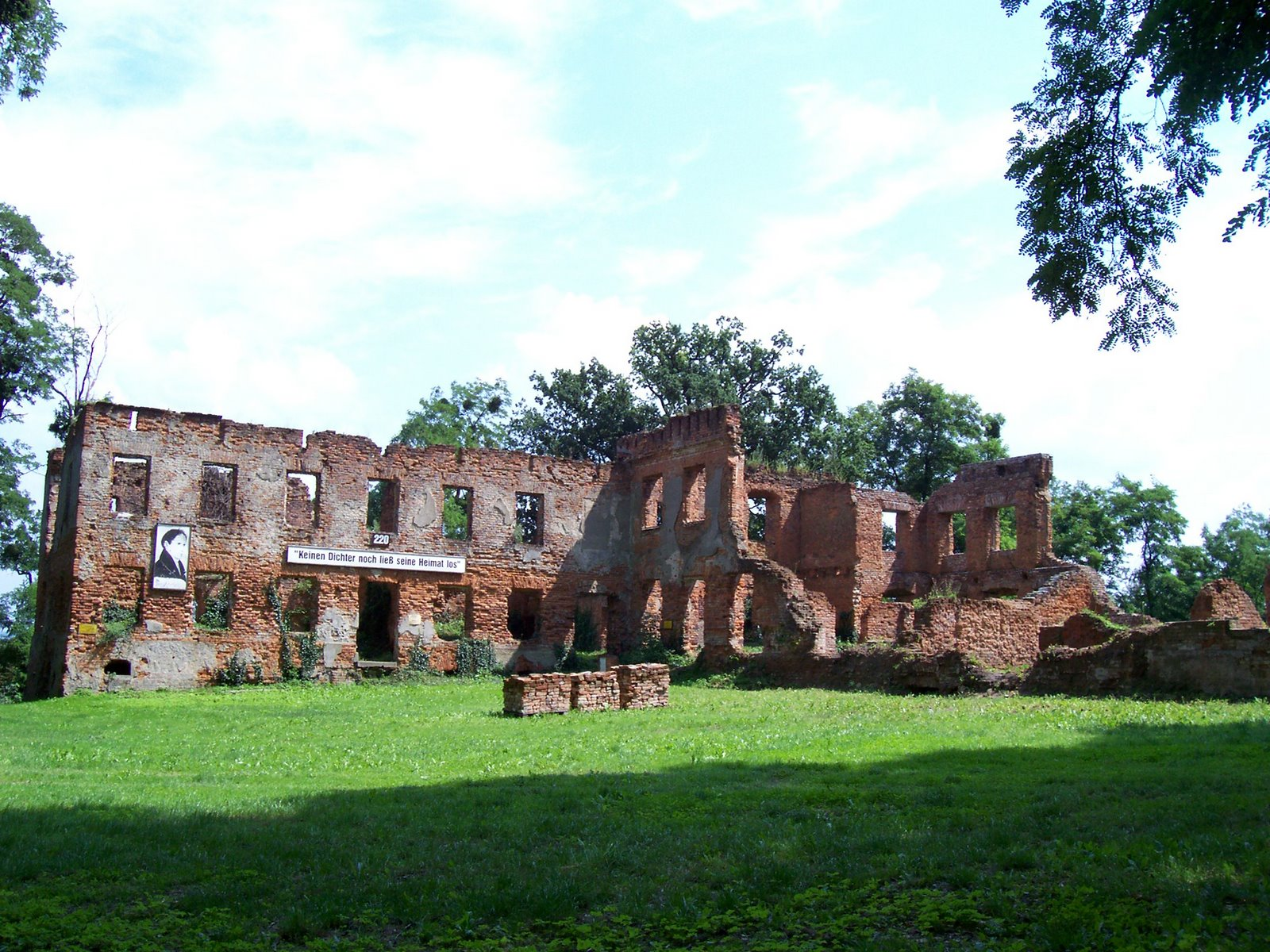
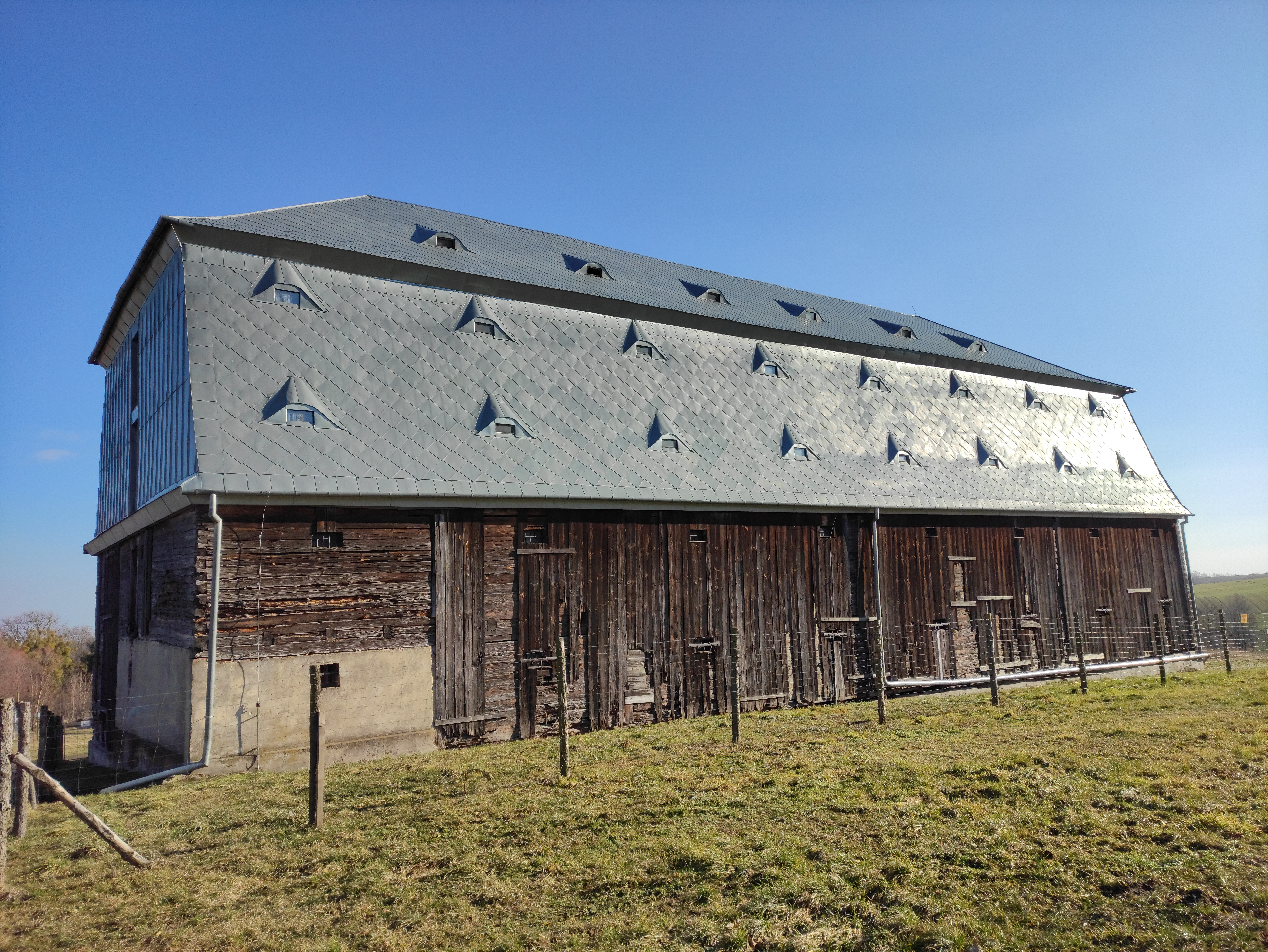
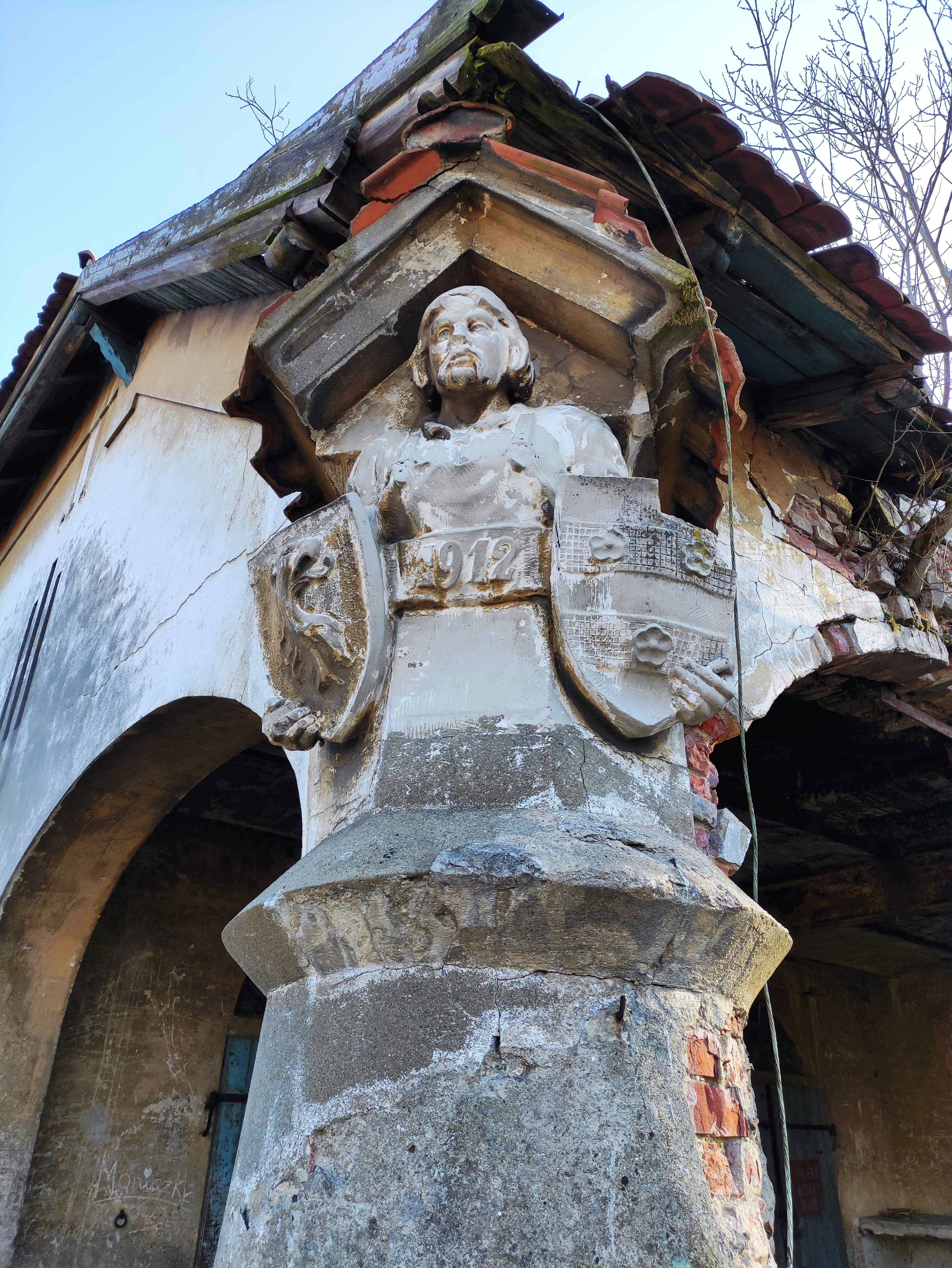

## Vesnice v gmině
Vesnice v abecedním pořadí:
- Brzeźnica
- Czerwięcice
- Gamów
- Grzegorzowice
- Jastrzębie
- Lasaki
- Ligota Książęca
- Łubowice
- Modzurów
- Ponięcice
- Rudnik
- Sławienko
- Sławików
- Strzybnik
- Szonowice